# Politte Elvins
Politte Elvins (* 16. März 1878 in French Village, St. Francois County, Missouri; † 14. Januar 1943 in McAllen, Texas) war ein US-amerikanischer Politiker. Zwischen 1909 und 1911 vertrat er den Bundesstaat Missouri im US-Repräsentantenhaus.

## Werdegang
Politte Elvins besuchte die öffentlichen Schulen seiner Heimat und das Carleton College in Farmington. Nach einem anschließenden Jurastudium an der University of Missouri in Columbia und seiner 1899 erfolgten Zulassung als Rechtsanwalt begann er in Elvins in diesem Beruf zu arbeiten. Gleichzeitig schlug er als Mitglied der Republikanischen Partei eine politische Laufbahn ein. Bei den Kongresswahlen des Jahres 1908 wurde er im 13. Wahlbezirk von Missouri in das US-Repräsentantenhaus in Washington, D.C. gewählt, wo er am 4. März 1909 die Nachfolge von Madison R. Smith antrat. Da er im Jahr 1910 nicht bestätigt wurde, konnte er bis zum 3. März 1911 nur eine Legislaturperiode im Kongress absolvieren.
Nach seinem Ausscheiden aus dem US-Repräsentantenhaus praktizierte Elvins wieder als Anwalt. Im Jahr 1912 war er Delegierter zur Republican National Convention in Chicago, auf der Präsident William Howard Taft zur Wiederwahl nominiert wurde. In den Jahren 1912 bis 1914 führte er den Parteivorsitzen der Republikaner in Missouri. Seit 1917 lebte er in Bonne Terre, wo er als Jurist tätig war. Zwischen 1922 und 1923 war er Mitglied einer Kommission zur Überarbeitung der Verfassung von Missouri. Im Jahr 1936 zog Elvins nach Pharr in Texas. In diesem Staat kandidierte er 1940 erfolglos für den US-Senat; Wahlsieger wurde der Demokrat W. Lee O’Daniel. Politte Elvins starb am 14. Januar 1943 in McAllen.